# ناکلئا دیدریچی
ناکلئا دیدریچی (نام علمی: Nauclea diderrichii) نام یک گونه از تیره روناسیان است.